# Jacob Bernstein
Jacob Bernstein (nacido en 1890, fallecido en diciembre de 1958) fue un ajedrecista estadounidense .

## Trayectoria como ajedrecista
Nacido en el seno de una familia judía, vivió en Nueva York. Ganó tres veces consecutivas el Campeonato de Ajedrez del Estado de Nueva York (1920-1922), y compartió la victoria con Herman Steiner en 1929, pero perdió el desempate con él.
Fue 8.º-9.º en Nueva York en 1913 (Torneo Rice, con victoria de José Raúl Capablanca), quedó 5.º-6.º en Nueva York en 1915 (nuevo triunfo de Capablanca), fue 7.º-8.º en Nueva York en 1916 (Torneo Rice, nueva victoria de Capablanca), y perdió un enfrentamiento con Abraham Kupchik (1,5:3,5) en Nueva York en 1916.
Después de la Primera Guerra Mundial, fue 3.º-6.º en Nueva York en 1922 (triunfo de Edward Lasker), quedó 13.º en Carlsbad (Karlovy Vary) en 1923, y fue 7.º-10.º en Pasadena en 1932 (triunfo de Alexander Alekhine).